# Semogo
Semogo is een plaats (frazione) in de Italiaanse gemeente Valdidentro.